# 릭 울스텐험 주니어
릭 (또는 "리키") 로버트 울스텐험 주니어 (Robert Woolstenhulme, Jr.) (1979년 9월 20일 생, 미국 애리조나주 길버트 출신)은 미국 록 밴드 라이프하우스의 드러머이다.

## 유년시절
울스텐험은 1998년 "길버트 고등학교 (Gilbert High School)를 졸업하였다. 고등학교 재학시절 2, 3학년 동안 그는 학교의 미식축구팀에서 활동하였다.
그는 9살 때 그의 부모가 비트업 드럼세트를 그에게 선물하였을 때부터 드럼을 연주하기 시작했으며, 후에 울스텐험은 "로스앤젤레스 음악 아카데미 (Los Angeles Music Academy)"에 진학하였다.

## 경력

### 라이프하우스
울스텐험은 다른 밴드의 연습을 위해 드럼 연주를 하던 중에 옆 방에 있던 라이프하우스 (Lifehouse)의 제이슨 웨이드 (Jason Wade)와 서지오 안드레드 (Sergio Andrade)가 그의 연주를 듣게 된다. 그의 연주에 사로잡힌 그들은 곧 울스텐험에게 라이프하우스에 관하여 소개하였고 그들이 존 팔머 (John "Diff" Palmer)를 대신할 드러머를 구하고 있음을 알려주며 합류를 권한다. 2000년, 그는 라이프하우스에 합류하며 라이프하우스의 데뷔 앨범인 No Name Face를 녹음한다.
울스텐험은 이후 라이프하우스의 모든 정규 앨범 작업에 참여하고 있다.

### 다른 음악 활동
라이프하우스에서의 활동 외에도, 숀 콜빈 (Shawn Colvin), 리한나 (Rihanna), 리 내쉬 (Lee Nash), 로코 델루카 (Rocco Deluca), 브리트니 스피어스 (Britney Spears), 데이브 메튜스 (Dave Matthews)등과 같은 다양한 아티스트들의 작업에 참여하였다. 2001년과 2002년 매치박스 20 (Matchbox 20)에서는 펄 잼 (Pearl Jam)과 함께 투어 공연을 하기도 하였고 2003년에는 롤링스톤즈 (The Rolling Stones)와 함께 공연하였으며 이외에도 2000년부터 여러 굵직한 투어 공연에서 활약하고 있다. 2013년 초에는 구 구 돌스 (Goo Goo Dolls)와 함께 투어 공연을 하였다.

### 드럼 세팅
울스텐험의 현재 그레치 (Gretsch) 드럼 세팅은 24×14, 13×9, 18×16과 14×6.5 해머드 스네어 드럼으로 이루어져있다. 그는 그레치의 드럼이 더 좋은 소리를 낼 수 있어서 선호한다고 밝혔다.

## 생애
울스텐험의 동생 션 울스텐험 (Sean Woolstenhulme)은 더 콜링 (The Calling)의 기타리스트였으며 라이프하우스 활동 초기 세션으로 참가하기도 하였다.
울스텐험은 미쉘 브랜치 (Michelle Branch)의 "The Spirit Room"을 공동작업한 뮤지션 제니퍼 하지오 (Jenifer Hagio)와 결혼하였다. 브랜치가 그 둘을 소개시켜주었다고 한다.

## 참고사항
1. ↑  “Tiger” 81. Gilbert, Arizona: Gilbert High School. 1998: 199.
2. ↑  Rick Woolstenhulme of Lifehouse Talks Gretsch Drums - 유튜브
3. ↑  Artists – Rick Woolstenhulme, Jr. 보관됨 2014-07-14 - 웨이백 머신 – Gretsch Drums
4. ↑  Michelle Branch Pictures – Interview with Michelle Branch 보관됨 2012-09-12 - 웨이백 머신 – Seventeen
5. ↑  Rick Woolstenhulme, Jr. – IMDB